# Paul Dillett
Paul Dillett (Montréal, 12 aprile 1965) è un culturista canadese.
Soprannominato Freakenstein e Jurassic Paul, è vincitore del North American Championships del 1992.

## Biografia
Nato a Montréal da padre francese e madre giamaicana, fin da piccolo entrò nel mondo dello sport giocando inizialmente nella Canadian Football League per poi entrare nel mondo del culturismo nel 1991 all'età di 25 anni.
Dillett era noto soprattutto per avere, nonostante un'ottima genetica, un pessimo posing sul palco impedendogli di ambire a piazzamenti alti
È stato tra gli altri il principale avversario agonistico del culturista britannico Dorian Yates nonostante non riuscì mai ad imporsi su di lui in una gara.
Vincitore di vari premi tra il 1992 e il 1993, quando disputò l'Arnold Classic nel 1994 ebbe un attacco cardiaco per la disidratazione sul palco durante il pre gara e svenne temporaneamente.
Si è ritirato nel 2014 dopo 23 anni di carriera.

## Caratteristiche fisiche
- Altezza: 191 centimetri
- Peso: 130 chili (in gara); 156 chili (fuori gara)
- Bicipiti: 60 centimetri

## Titoli e piazzamenti nel culturismo
- 1991 North American Championships - secondo classificato
- 1992 North American Championships
- 1993 Arnold Classic - quarto classificato
- 1993 Ironman Pro Invitational - quarto classificato
- 1993 Mr. Olympia - sesto classificato
- 1994 Grand Prix England - quarto classificato
- 1994 Grand Prix France
- 1994 Grand Prix Germany
- 1994 Arnold Classic - terzo classificato